# تپه جلفان
تپه جلفان مربوط به سده‌های میانه دوران‌های تاریخی پس از اسلام است و در شهرستان درگز، بخش نوخندان، روستای جلفان واقع شده و این اثر در تاریخ ۱۰ دی ۱۳۸۱ با شمارهٔ ثبت ۶۷۰۹ به‌عنوان یکی از آثار ملی ایران به ثبت رسیده است.